# جاك فان مير
جاك فان مير (بالهولندية: Jacques van Meer)‏ (و. 1958  م) هو راكب دراجة هوائية هولندي، شارك في الألعاب الأولمبية الصيفية 1980.

## روابط خارجية
- جاك فان مير على موقع أرشيف الدراجات (الإنجليزية)
- جاك فان مير على موقع إحصائيات الدراجات الإحترافية (الإنجليزية)
- جاك فان مير على موقع أوليمبيديا (الإنجليزية)